# Euphorbia piscidermis
Euphorbia piscidermis är en törelväxtart som beskrevs av Michael George Gilbert. Euphorbia piscidermis ingår i släktet törlar, och familjen törelväxter.
Artens utbredningsområde är Etiopien. Inga underarter finns listade i Catalogue of Life.

## Bildgalleri

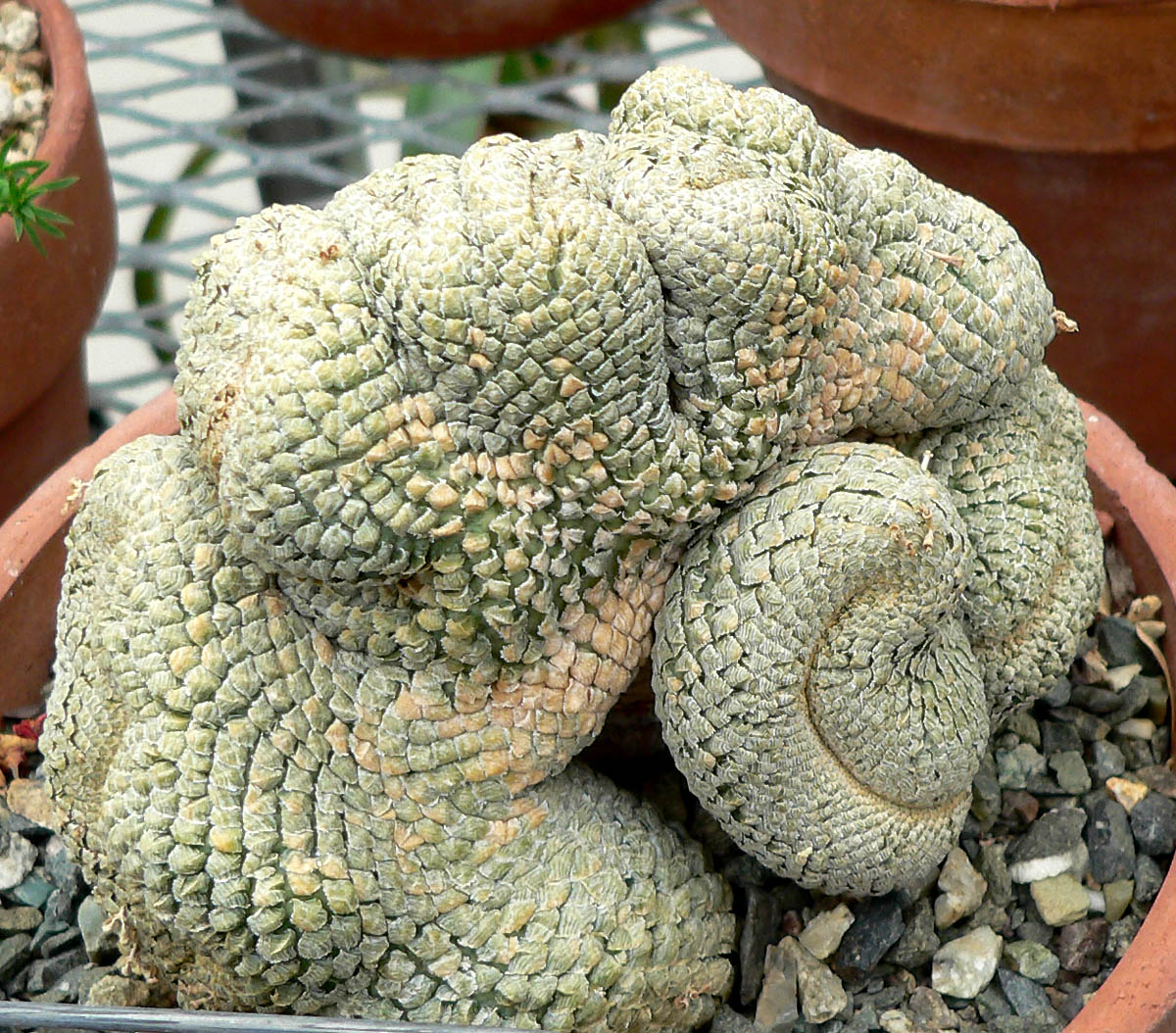
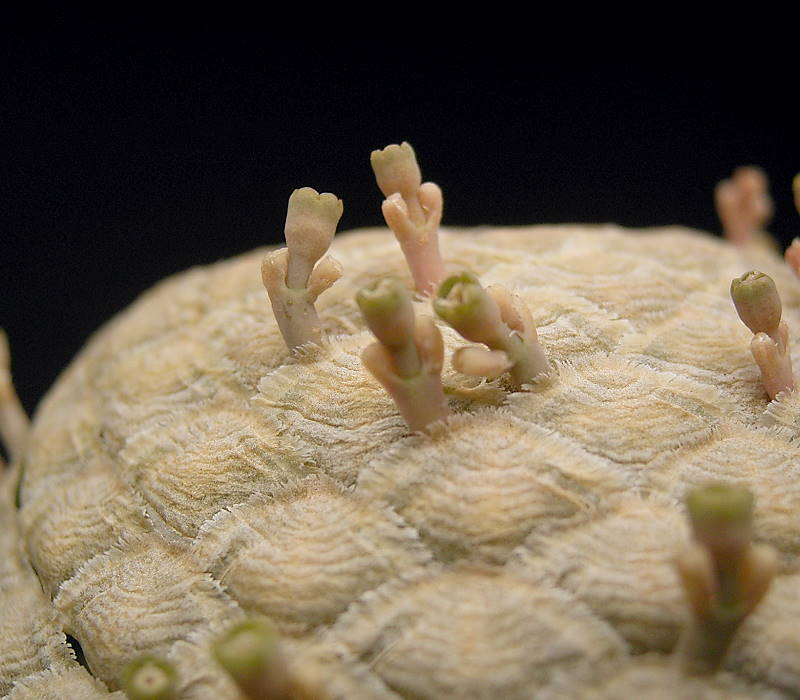
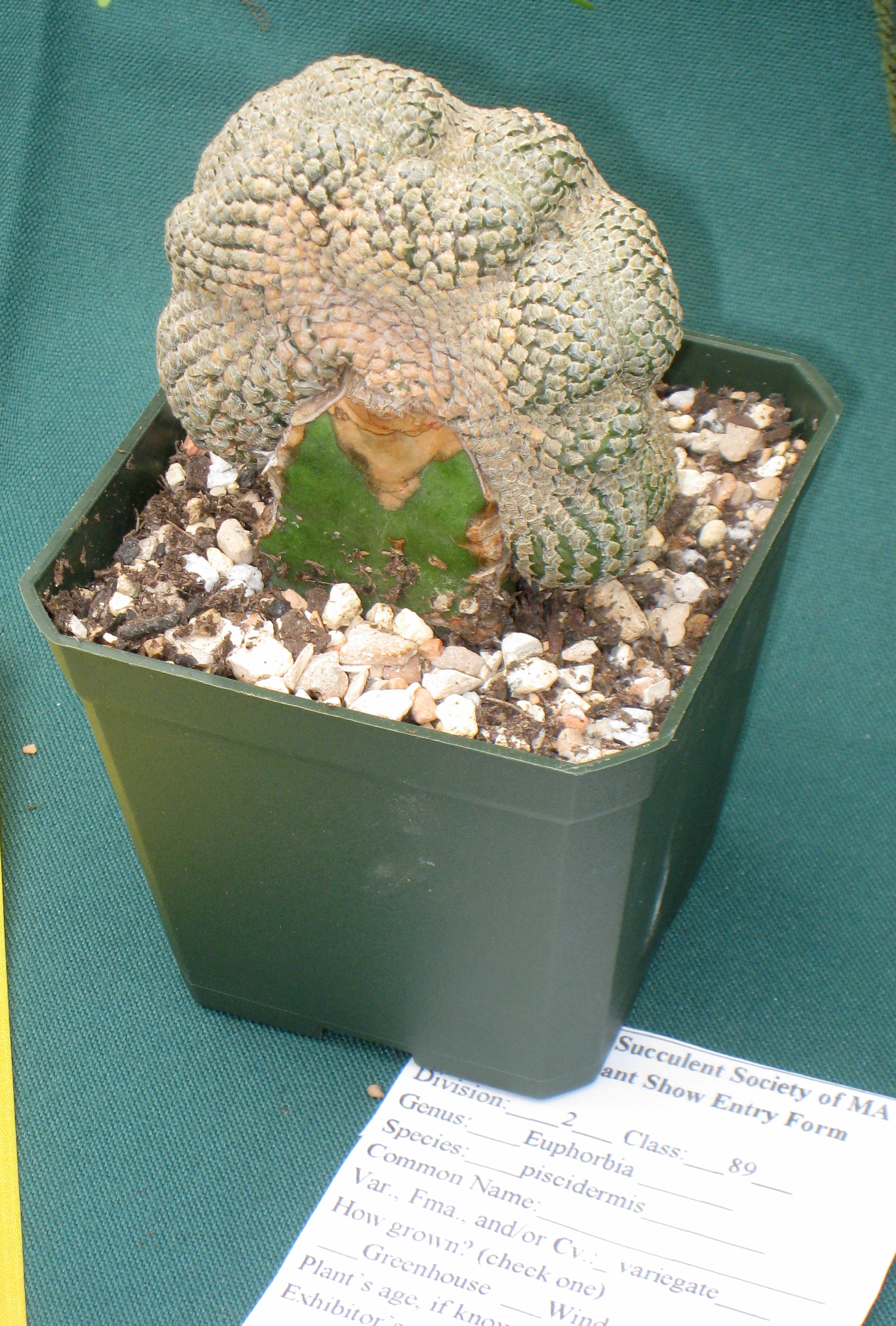